# Manifiesto Canción del Sur

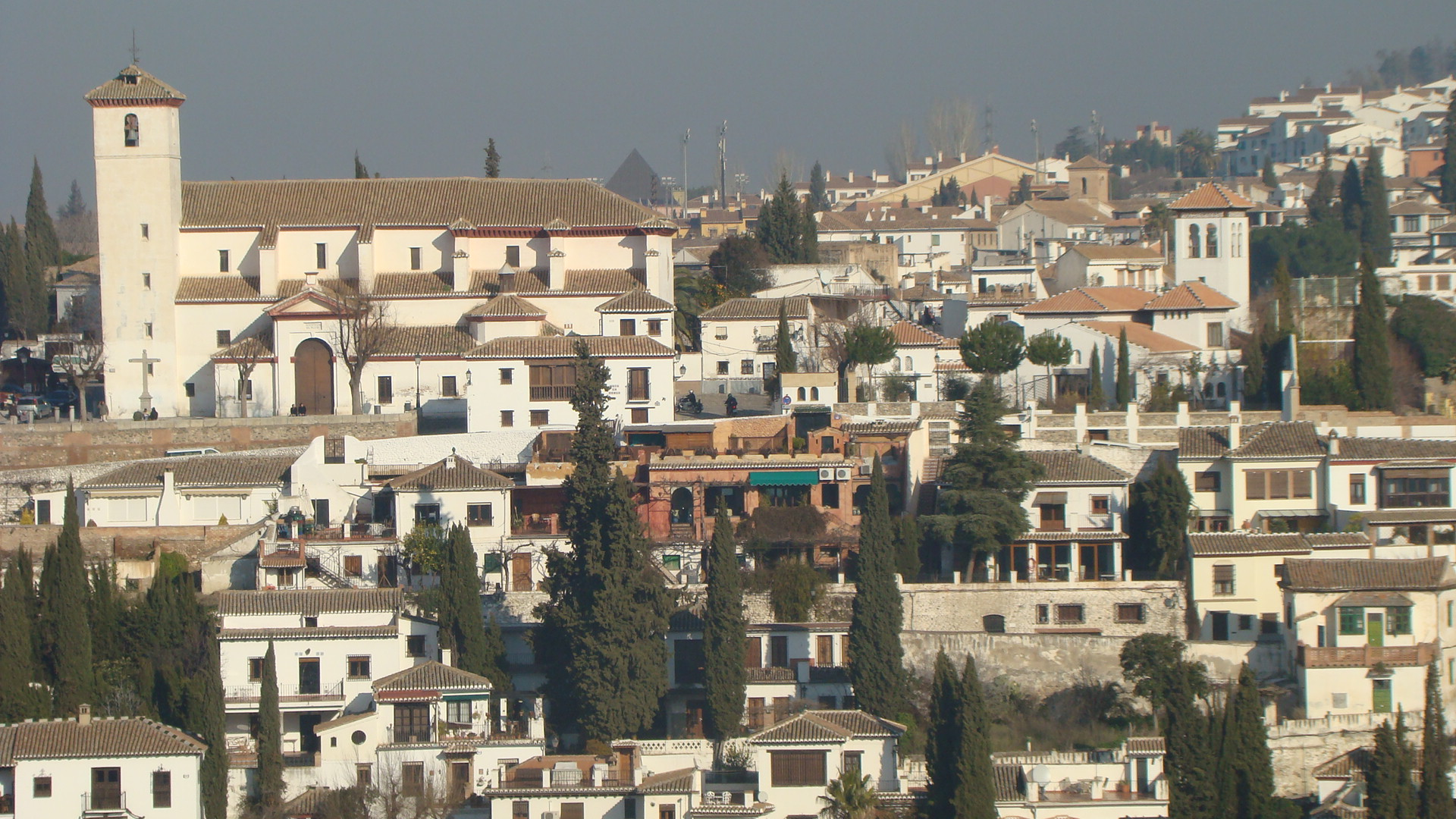
Granada, cuna del Manifiesto Canción del Sur.

Manifiesto Canción del Sur fue un movimiento cultural y musical, nacido en Granada (Andalucía, España) en el año 1968, dentro de la corriente más amplia de canción protesta que, en esos años, se desarrolló de forma generalizada en toda España y en Latinoamérica. El movimiento se disolvió a comienzos de 1976.
Junto con el Manifiesto de lo borde (1968), del grupo sevillano de rock progresivo Smash, fueron las elaboraciones teóricas más importantes de la música andaluza durante el franquismo. Respecto del primero de ellos, supuso el primer documento escrito en que un grupo de rock se plantea el hacer música como algo indisolublemente unido a una visión del mundo y a una forma de vida.
El Manifiesto, por su parte, fue un intento de reivindicar la poesía como defensa contra la resignación y el aburrimiento, contra la moral establecida, contra la dictadura franquista y, de alguna manera también, contra el discurso clandestino, teórico e ideologizado, de una izquierda sin duda coherente y luchadora pero, dadas las circunstancias, muy dividida y mal organizada.
Se trata, por tanto, de un movimiento de fuerte trasfondo político.
Su desarrollo coincidió temporalmente, aunque de forma parcial, con movimientos similares en otras zonas de España, como es el caso de Els Setze Jutges, en Cataluña, o Ez Dok Amairu, en Euskadi.

## Origen
El impulsor de la creación del Manifiesto fue el poeta granadino Juan de Loxa que, desde 1967, dirigía un programa en Radio Popular de Granada, Poesía 70, primero de ámbito local y más tarde con repercusión en toda Andalucía.
Este programa había nacido para recoger, expresar y difundir el trabajo de jóvenes poetas inconformistas que, por entonces, iniciaban su actividad literaria en Granada. Entre ellos se encontraban Justo Navarro, Fanny Rubio, Antonio Carvajal, José Carlos Rosales, Joaquín Sabina, Luis Eduardo Aute, Carlos Cano y el propio Juan de Loxa. Paralelamente se editaba una revista literaria de igual título, que dejó de editarse en 1971, aunque el programa permaneció en antena hasta 1993.
El programa radiofónico se nutría, además de poesía, de música relacionada con ella; de la chanson francesa; de los autores hispanoamericanos como Atahualpa Yupanqui, Víctor Jara o Violeta Parra, que comenzaban a oírse en España; y de la Canción protesta española, especialmente Paco Ibáñez, Raimon o Chicho Sánchez Ferlosio. Juan de Loxa desarrolló una verdadera obsesión por crear un movimiento de canción protesta con raíces puramente andaluzas, tal como se estaba haciendo con la Nova Cançó en Cataluña o Ez Dok Amairu en el País Vasco.
Fue Loxa quien convenció a Carlos Cano para que cantara sus propios poemas, y de que lo hiciera con sonidos andaluces, y le animó a realizar su primer recital en la Casa de las Américas de Granada, ya en 1968. En el mismo lugar y época, actuaba también el jiennense Antonio Mata. Ellos tres decidieron redactar el Manifiesto Canción del Sur, en el que declaraban que Manifiesto Canción del Sur marcha tras de sí mismo a la búsqueda de su propia realización, y solicitaban la incorporación al proyecto de todo el que se sintiera identificado y tuviera algo que aportar.

## Crecimiento
Rápidamente se sumaron al Manifiesto jóvenes estudiantes, como el dúo "Clavos" (integrado por Justo Navarro y Carlos Rosales), Juan Titos, el grupo "Principio y Fin" o Pascual Pérez de Chaparro. Entre 1969 y 1970, el programa de Loxa dio a conocer los objetivos del Manifiesto y las canciones de sus miembros. Gracias a ello se incorporaron nuevos cantautores, algunos de ellos claves para el desarrollo del movimiento, como Esteban Valdivieso o Nande Ferrer (mayo de 1971), que habían estado juntos en un grupo de pop, "Los Querubines", émulos de Los Ángeles. Su presencia en el Manifiesto dotó a este de una mayor capacidad para musicalizar poesía contemporánea. Nande abandonó el Manifiesto en 1972, trasladándose a Irlanda, pero Valdivieso continuó hasta el final del movimiento.
En ese período también se incorporaron al Manifiesto los cantantes José María Agüí, Francisco del Pino, Ignacio Tinaud, Miguel Ángel González y Raúl Alcover. De ellos, los dos últimos serían los más significativos. González, con su tratamiento de la obra de Miguel Hernández, Elegía a Ramón Sijé (compuesta antes de que Serrat hiciera su versión) y del Poema del cante jondo de Federico García Lorca.
La internacionalización del Movimiento llegó de la mano de Carlos Cano, el 14 de diciembre de 1972 cuando, junto con Enrique Morente, participó en un politizado homenaje a Federico García Lorca en París, defendiendo expresamente el papel del Manifiesto como movimiento andaluz, social y cultural.

## Época decisiva
La estancia parisiense de Carlos Cano, en la que desarrolló una estrecha relación con Lluís Llach, consolidó su vocación de músico y fue decisiva para su profesionalización. En esos meses se produjo la incorporación al Manifiesto de Ángel Luis Luque y Enrique Moratalla, que supusieron un revulsivo ideológico. El primero de ellos definía al Manifiesto como un posicionamiento ideológico revolucionario al servicio de la causa andaluza.
y su música y actitud en el escenario fueron siempre congruentes con esta posición reivindicativa. Entre sus temas destaca especialmente A vosotros, basado en un poema de Pessoa y que se convirtió en un verdadero himno a la solidaridad y la lucha por la libertad. Luque nunca llegó a grabar este tema, pero sí lo hizo Enrique Moratalla años más tarde. Por su parte, Moratalla se incorporó al movimiento con solo 17 años y con un cantar profundo y sincero, que llevó a algunos críticos a considerarlo la voz con más posibilidades dentro del Manifiesto. 
De sus temas, quizás el más popular fuera Andaluz en agonía, reproducido por la revista Ozono a nivel nacional.
Entre 1974 y finales de 1975, el Manifiesto obtuvo una proyección importante en toda Andalucía, especialmente con los conciertos de su colectivo más activo en esa época: Antonio Mata, Loxa, Carlos Cano, Luque, Moratalla, Miguel Ángel González y Valdivieso. Impulsado por los planteamientos ideológicos, sobre todo de Luque y Moratalla, se convirtió en un factor decisivo en la defensa del andalucismo democrático como expresión del ideal andaluz, la banda sonora de la transición democrática en Andalucía, la música de los años oscuros.

## Desarticulación del movimiento
En la medida en que se incrementaban los conciertos, la popularidad y, por tanto, la influencia de los componentes del Manifiesto, comenzaron a surgir los primeros problemas entre ellos.
La causa del primer problema del grupo fue la profesionalización de Carlos Cano quien se quejó, en un texto referido por Juan José Téllez,
de que sus compañeros de movimiento le "llamaron asqueroso y burgués" por haber cobrado 7000 pesetas por un concierto en la Universidad. Sin embargo, como recoge Lucini en su obra sobre el Manifiesto, tanto Antonio Mata como Enrique Moratalla, por entonces, ya estaban preparando su primer álbum comercial y se planteaban una cierta profesionalización, al igual que Carlos. La discrepancia real parecía estar, más bien, en el reparto de los ingresos, que se pretendían siempre colectivos, no individuales, y no tanto en el carácter profesional de la actividad.
La segunda causa de desarticulación fue política. Luque y Moratalla pertenecían al ala más izquierdista de la Alianza Socialista de Andalucía (ASA), Loxa y González al PCE, Antonio Mata era anarquista y Carlos Cano, aunque también se encontraba en la órbita de ASA, estaba muy vinculado a Antonio Burgos y Alejandro Rojas Marcos. El debate interno entre todas estas tendencias sobre regionalismo, nacionalismo o internacionalismo en Andalucía, contribuyó al distanciamiento, especialmente entre Carlos Cano y el resto.
Como consecuencia de todo ello, Carlos Cano abandonó el Manifiesto. Previamente, tuvo un duro enfrentamiento con Antonio Mata, que llevó a este a suspender sus actuaciones con el colectivo, aunque regresó tras la salida de Cano. El grupo se mantuvo durante unos meses, incorporándose incluso algún nuevo miembro, como es el caso de Aurora Moreno. En los primeros meses de 1976, Manifiesto Canción del Sur se disolvió definitivamente y, poco después, falleció Ángel Luis Luque en accidente de moto.

## Epílogo
La música del Manifiesto solo logró recogerse en grabaciones después de su disolución. Como indicaba el periodista José Tito Rojo, el "Manifiesto desaparece virgen: nunca grabó un disco porque sus recitales eran actos puros y únicos, ajenos al comercio".
Hasta finales de 1976 no aparecieron los dos primeros elepés de miembros del colectivo: Entre la lumbre y el frío de Antonio Mata y A duras penas de Carlos Cano. Cano desarrolló después una larga y exitosa carrera musical, hasta su fallecimiento en diciembre de 2000. Mata por su parte colaboró con Miguel Ríos, en su disco Al-Ándalus, y con Triana en Hijos del agobio, iconos ambos del rock andaluz, pero después se vio sometido al olvido, en parte como consecuencia de sus problemas depresivos y con el alcohol.
Raúl Alcover grabó su primer disco En esta tierra (RCA) en 1978, y ya no volvió a editar hasta 1988. Aurora Moreno no publicó su primer álbum Aynadamar, la fuente de las lágrimas hasta ese mismo año 1988. Esteban Valdivieso hubo de esperar hasta 1998 para ver publicado su Fumar en Berlín y Enrique Moratalla hasta el año 2000 para sacar al mercado su Corazón transeúnte con la discográfica Big Bang, poco antes de ser nombrado Consejero de Cultura de la Junta de Andalucía.
En junio de 1994, la Asociación de la Prensa de Granada organizó un homenaje al Manifiesto, con la presencia de la mayor parte de sus componentes.